# Głębinów (Kraków)
Głębinów – dawna miejscowość podkrakowska, obecnie wschodnia część miasta Krakowa (około 5 km od krakowskiej starówki), włączona do niego w 1911 roku razem z Beszczem i Dąbiem. Obecnie wchodzi w skład Dzielnicy II Grzegórzki. Historyczny Głębinów stanowi zabudowania nad Wisłą, wzdłuż ulicy Ciepłowniczej
W XIX wieku Głębinów był przysiółkiem Beszcza, i stanowił z nim jedną gminę jednostkową Beszcz w powiecie krakowskim, liczącą w 1874 roku 85 mieszkańców (68 w Beszczu i 17 w Głębinowie). 1 kwietnia 1911 włączony do Krakowa